# Ciprusi Királyság
A Ciprusi Királyság egy keresztes állam volt, ami 1192 és 1489 között létezett Ciprus szigetén.

## Története

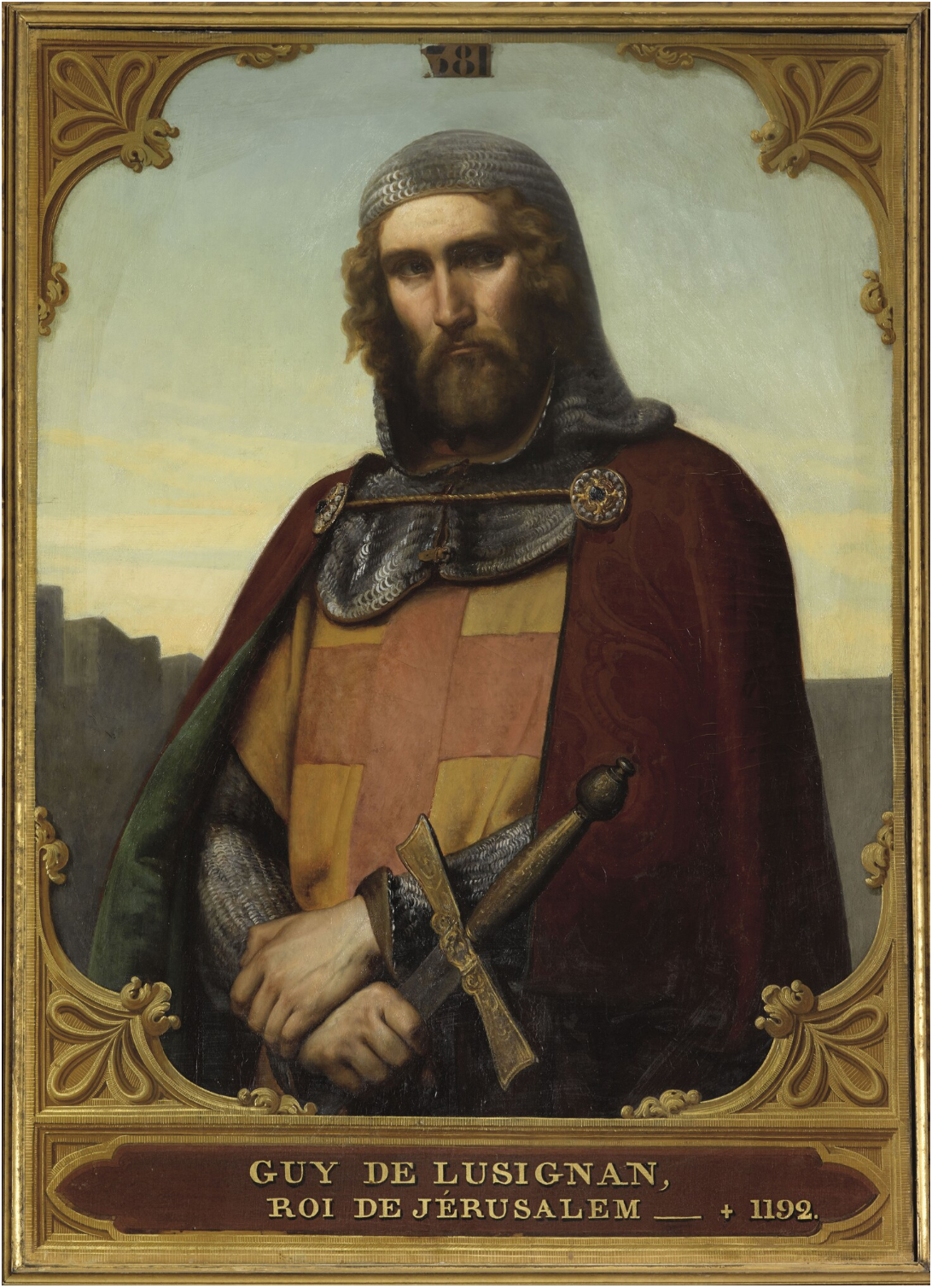
Guidó, a királyság első uralkodója

Az állam azt követően jött létre, hogy Oroszlánszívű Richárd angol király 1191-ben meghódította azt. Az angol uralkodó a harmadik keresztes hadjárat keretében, hadaival a Szentföldre tartott és eredetileg nem állt szándékában a sziget megszállása, de összetűzésbe került Ciprus urával, Komnénosz Izsákkal, aki korábban fellázadt a Bizánci Birodalom ellen és független uralkodóként kormányozta a szigetet. 
A sziget élére a Hattíni csatával együtt a Jeruzsálemi Királyságot és ennek következtében trónját elvesztő Guidó jeruzsálemi király került. Ezzel Guidó lett a Lusignan-dinasztia megalapítója. Valójában nem kapta meg a „Ciprus királya” címet, csupán „Ciprus ura” volt, ám hajdani jeruzsálemi királyi címe jogán királynak tekintette magát. Küzdött a csonka Jeruzsálemi Királyság trónjáért is, de 1192-ben belátva, hogy nincs esélye annak visszaszerzésére, lemondott róla. Guidó céljai utódának, Imrének sikerültek, aki házassága révén a Jeruzsálemi Királyság királya lett és 1197-ben formálisan Ciprus királyának is megkoronázták. Mivel a koronázás szentesítéséhez Imrének szüksége volt egy magasabb rangú uralkodóra, akitől hatalmát eredeztetheti. Mivel a bizánci császár nyilvánvalóan nem adott volna királyi címet egy tőle elhódított terület urának, ezért Imre VI. Henrik német-római császárhoz fordult, aki királyi jogart küldött neki. Imre 1205-ben bekövetkezett halálával a két királyság irányítása ismét kettévált: Ciprus trónjára első házasságából származó tízéves fia Hugó, a Jeruzsálemi Királyság vezetését pedig özvegye, Izabella vitte tovább, de röviddel ezt követően ő is meghalt egyik korábbi házasságából született 13 éves lányára Máriára hagyva a trónt.
1228-ban az ötödik keresztes hadjárat vezetőjeként a szigetre érkezett II. Frigyes német-római császár, aki – mivel a Ciprus Királyság első királya 1197-ben apjától kapta a királyi címet – német-római császárként a sziget hűbérura volt. A szigeten ekkor hatalmi harc dúlt a Barlais és Ibelin családok között. Az ekkor még gyermek I. Henrik ciprusi király helyett anyja, Champagne-i Aliz ciprusi királyné uralkodott régensként, ám valójában Alíz nagybátyja és megbízottja (azaz a bailli) Ibelin Fülöp irányította a sziget ügyeit. Korábban e posztra a régens-királyné Barlais Amalrik bárót szánta, ám őt a ciprusi legfelsőbb bíróság, aminek az uralkodó megválasztásába is beleszólása volt, nem fogadta el. 1227-ben, Fülöp halála után a ciprusi legfelsőbb bíróság Ibelin Jánost bízta meg a bailli tisztének ellátásával. Barlais pártja bevárta a császár érkezését, aki július 21-én partra szállt Limassolban. A császár egy fogadásra hívta, majd ott elfogatta Ibelin Jánost és kíséretét. Henrik fenyegetőzve követelte, hogy Ibelin János adja át neki Bejrútot és Ciprus jövedelmét, ám Ibelin szilárd maradt és visszautasította az erőszakos követelést. A császár nem mert erővel fellépni ellene. Végül Ibelin – miután 20 túszt adott a császárnak – Szent Hilárión várába vonult vissza. A felek később egyezséget kötöttek: a ciprusiak hűségesküt tettek a császárnak, aki elengedte túszait és baillinak nevezte ki Barlais Amalrikot, majd szeptember elején tovább hajózott a Szentföldre.
1268-ban III. Hugó megszerezte a Jeruzsálemi Királyság trónját, és ott I. Hugó néven uralkodott, amin fiai János, majd Henrik követték. Ettől kezdve Ciprus királyai egyben a Jeruzsálemi Királyság királyai is voltak. Sőt, annak ellenére, hogy 1291-ben – Henrik uralkodása alatt – a Jeruzsálemi Királyságot elfoglalták a muzulmánok, a Lusignan uralkodók formálisan mindvégig viselték a „Jeruzsálemi király” címet. Királyi székhelyük Nicosiában volt, ám Jeruzsálem királyává hagyományosan Famagustában koronázták őket. 
A Jeruzsálemi Királyság hanyatlásával, illetve egyiptomi Mamlúk Birodalom általi felmorzsolásával Ciprus lett a keresztesek utolsó erőssége a Közel-Keleten. A Ciprusi Királyság is a muzulmánok célkeresztjébe került. 1271 nyarán Bajbarsz egyiptomi szultán 17 hajóból álló flottát küldött a sziget ellen, ám a vállalkozás kudarcba fulladt, amikor a flotta nagyobb része (11 hajó) Limassol közelében megfeneklett és a legénység fogságba esett. Al-Asraf Halíl egyiptomi szultán 1292-ben szintén a sziget elfoglalására készült, miután egy 15 ciprusi és tíz pápai gályából álló flotta sikertelenül megtámadta Alexandriát – ám az egyiptomi támadásra végül nem került sor.
A tengeren túli keresztény birodalom összeomlása más problémát is okozott Ciprus számára: a Jeruzsálemi Királyság megsemmisülése után jelentős számú menekült érkezett a szigetre, akiknek ellátása, kezelése jelentős feladatot adott a királyságnak. A menekültek mellett a Jeruzsálemi Királyságban megtalálható három lovagrend közül kettő szintén Ciprusra költözött: a johanniták és a templomosok. A johanniták hamarosan új otthont kerestek és 1308-ban elfoglalták Rodosz szigetét, ahova áttették székhelyüket. A templomosok viszont aktívan beavatkoztak Ciprus politikai életébe, mivel feltett céljuk volt, hogy a Johannitákhoz és a Német Lovagrendhez hasonló államot alapítanak, ehhez pedig Ciprusra volt szükségük. Segítségükkel űzte el a trónról 1360-ban Henriket öccse, Amalrik aki ezt követően 1310-ben bekövetkezett haláláig bitorolta a hatalmat. Éppen ebben az időszakban történt, hogy a templomosok ellen IV. Fülöp francia király átfogó támadást indított azzal a céllal, hogy megsemmisítse a rendet és elkobozza vagyonát. A király eretnekséggel vádolta a templomosokat és 1307-ben a rend minden franciaországi tagját börtönbe vettette, majd kivégeztette. Céljaihoz megnyerte V. Kelemen pápát is, aki 1308-ban elrendelte, hogy saját országában minden keresztény uralkodó fogja el és fogja perbe a templomos rend tagjait. Ebből a szempontból kiemelten fontos volt a Ciprusi Királyság együttműködése, ahol a templomosok központja volt, ám Amalrik, aki részben a rendnek köszönhetően bitorolta a trónt, halogatta a pápai parancs végrehajtását. A templomosok elfogására csak 1308-ban került sor. A perek azonban csak akkor indultak meg, amikor Amalrik halála után bátyja, Henrik visszaszerezte a trónt. Sőt – annak ellenére, hogy Henriknek lett volna oka bosszút állni a korábbi megbuktatásában részt vevő lovagokon – az eljárás mind a 76 vádlott esetében felmentéssel végződött. A pápa felháborodva követelt újabb eljárást és a vádlottak kínvallatását, de erre Henrik valószínűleg sosem volt hajlandó, bár a lovagokat börtönben tartotta. A pápa végül 1312-ben feloszlatta a rendet, javaikat minden országban a helyi hatóságok és a johanniták kapták, így a ciprusi templomos állam megalapításának lehetősége is szertefoszlott.
Közel száz évvel a Jeruzsálemi Királyság megszűnése után, 1393-ban I. Jakab ciprusi király az Örmény királyság uralkodói posztját is megörökölte az utolsó örmény király, a szintén Lusignan V. Leó halálával. Így ettől kezdve a ciprusi Lusignan királyok az „Örmény király” címet is viselték.
A frank uralkodók új közigazgatási rendszert alakítottak ki a szigeten: a nyugat-európai mintára felépülő feudalizmust, amelyben a frankok alkották a nemesi réteget, míg a sziget elsősorban görög lakói jobbágysorba kerültek. A törvénykezés alapját az Assises de Jérusalem, a Jeruzsálemi Királyság törvényeinek vagy inkább jogi normáinak gyűjteménye adta.
A római katolikus frank nemesség igyekezett áttéríteni a sziget görög ortodox lakosságát. Ennek egyik eszköze a ciprusi ortodox egyház szervezeti átalakítása volt. A korábbi 14-15 egyházmegyét megszüntették és helyettük négyet hoztak létre. A korábbi püspököket lemondásra, vagy engedelmességre kényszerítették. Az áttérítési kísérlet során erőszakos cselekményekre is sor került. Ezek közül legismertebb talán a kantarai mártírok története: a kantarai szerzetesközösség 13 tagját 1231-ben megégették, mivel nem sikerült őket rábírni, hogy térjenek át a katolikus hitre. 1260-ban IV. Sándor pápa bullát bocsátott ki Bulla Cypria címen, hogy ezzel újjászervezze Cipruson a katolikus egyházat és megerősítse annak vezető szerepét. A bulla mind egyházi, mind gazdasági kérdésekre kiterjedt és rendelkezései szerint tilos volt új ortodox érseket választani (Ciprus utolsó érsekét Germanoszt haláláig meghagyták hivatalában), sőt a bulla az ortodox papok megválasztását is engedélyhez kötötte. Eközben a szigeten katolikus székesegyházakat, templomokat és kolostorokat építettek a királyok és a katolikus szerzetesrendek közreműködésével. Ezek közé tartozott a nicosiai Cathédrale Sainte Sophie, ami ma Selimiye mecsetként működik, a famagustai Szent Miklós katedrális, vagy az Abbaye de la Belle Paix apátság Kerínia közelében. Az erőszakos térítés a ciprusi ortodox egyház heves ellenállását váltotta ki, amiben a konstantinápolyi patriarchátus támogatására számíthatott.
A frank uralkodók ellen számos felkelésre került sor, ám ezek mindegyikét leverte a jól szervezett hadsereg. A Lusignan uralkodók átépítették, megerősítették a bizánciak által az arab betörések ellen a Kerínia-hegységben emelt erődöket. Ezek közül a legfontosabbak Szent Hilárión, Buffavento, Kantara és Kerínia vára volt. Ezeket a várakat börtönként is használták, ám a híres panorámával rendelkező Szent Hilarion például a királyi család nyári rezidenciájául is szolgált. Emellett több új erődöt is emeltek a sziget más területein.
A XIV. századtól kezdve a térségben és a szigeten új hatalmi tényezők jelentek meg. IV. Hugó idején Famagusta kikötője komolyan felértékelődött, mivel a térség többi kikötője, muzulmán kézbe került (így például Akko kikötőváros, amit az arabok foglaltak el). Számos nyugati állam kereskedői jelentek meg a szigeten, és a már jelenlévők is megerősödtek, így az 1308 óta kereskedelmi kolóniával rendelkező velenceiek, akik később komoly szerepet játszottak Ciprus történelmében, vagy a még régebben, 1208 óta kereskedelmi kolóniával rendelkező genovaiak.

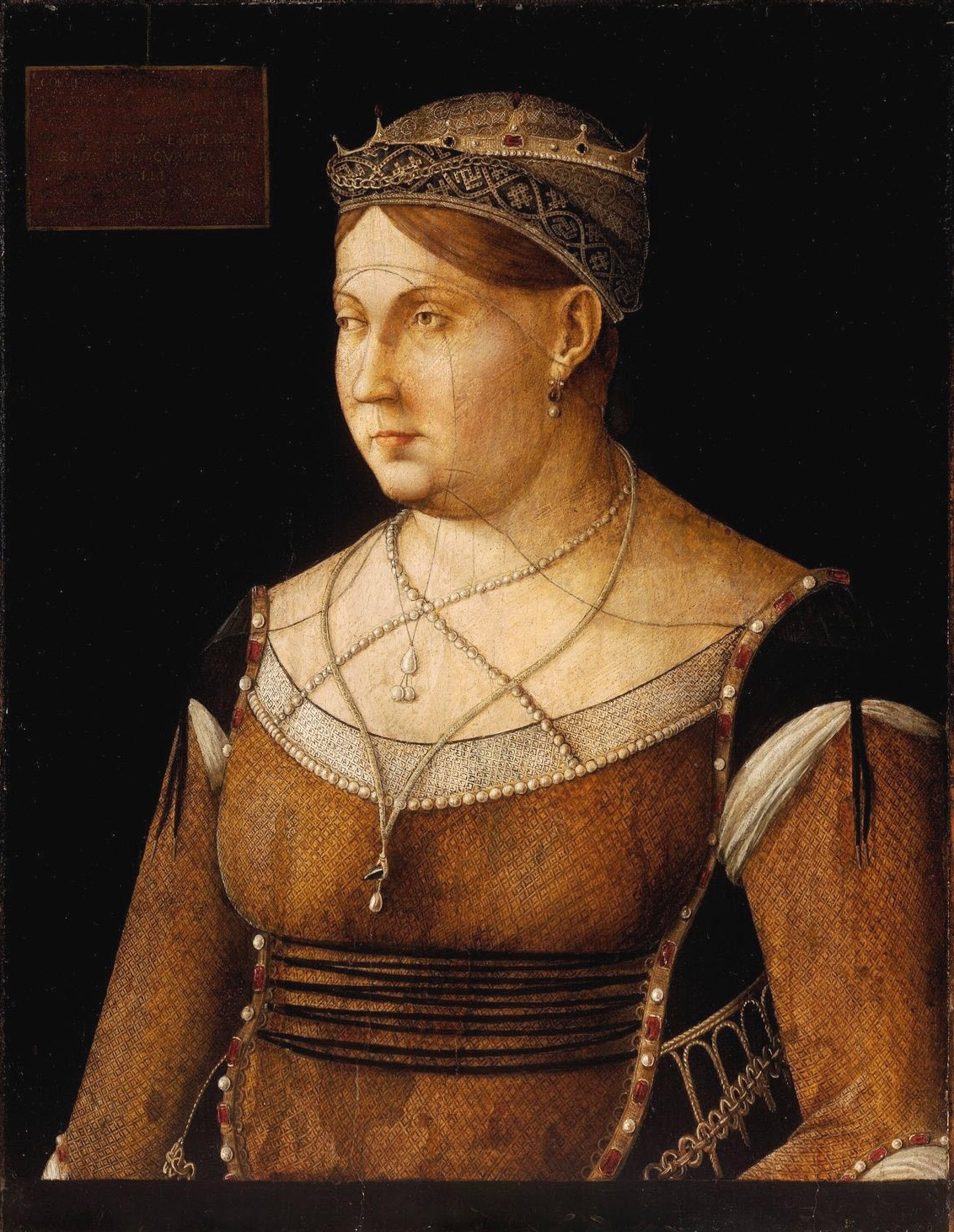
Cornaro Katalin ciprusi királynő, a királyság utolsó uralkodója. (A festmény Budapesten, a Szépművészeti Múzeumban látható.)

Ugyanekkor a térségben egyre komolyabb hatalmi tényezővé váltak a törökök is, akik később az Oszmán Birodalom keretei között szintén évszázadokra meghatározták a sziget történetét. I. Péter ciprusi király hamar felismerte a fenyegetést és európai szintű szövetséget igyekezett toborozni a törökök ellen: beutazta az európai királyi udvarokat, eljutott Velencébe, Genovába, Párizsba, Londonba és Krakkóba is, ahol I. Lajos magyar királlyal is tárgyalt. Nem sikerült összefogást életre hívnia, így egymaga kezdett a muzulmánok elleni háborúba Kis-Ázsiában és Egyiptomban. Noha sikerült részeredményeket elérnie (több erődöt elfoglalt és 1365-ben időlegesen megszállta Alexandriát is) nem tudott átfogó győzelmet aratni. Uralkodása idején a ciprusi belpolitikát komoly viszálykodás és ármánykodás jellemezte, és a király 1369-ben merénylet áldozata lett. Halálával a dinasztia hanyatlásnak indult: miközben a központi királyi hatalom meggyengült, a genovaiak és velenceiek egyre nyíltabban vetélkedtek egymással a sziget erőforrásaiért. Ez 1372-ben nyílt háborúhoz vezetett: a „kövér Péter” névvel is illetett II. Péter koronázása során Famagustában viszály, majd utcai harc tört ki, aminek nyomán Genova hajóhadat küldött és megszállta a várost. A fontos kereskedelmi központ kikerült a ciprusi király fennhatósága alól, helyét a királyságon belül Lárnaka vette át.
A királyi hatalom meggyengülését mutatja az is, hogy az Egyiptomból támadó Mamlúk Birodalom 1426-ban hatalmas vereséget mért a Ciprusi Királyságra. Maga Janus király is egyiptomi fogságba került és csak a mameluk szultán hűbérúrként való elismerése, váltságdíj és éves adó megfizetése fejében térhetett haza. Ez a hűbéri viszony a Lusignan uralom hátralévő körülbelül 70 évére meg is maradt.
A következő két uralkodó – II. János majd lánya Sarolta királynő – időszakát (1432-1461) a sziget görög ortodox gyökereihez való visszatérés jellemezte. Saroltát 1461-ben egyiptomi segítséggel megbuktatta bátyja, Jakab és ezzel kezdetét vette a Lusignan uralom összeomlása. Jakab szembefordult a genovaiakkal (visszaszerezve Famagustát) és támogatójával az egyiptomi szultánnal is. A velenceiekre támaszkodott, ami nem bizonyult helyes döntésnek: a királyt megmérgezték. Utódja Cornaro Katalintól született elsőszülött fia lett, III. Jakab néven, de még első születésnapja előtt pár nappal meghalt, így a király özvegye, Cornaro Katalin került a trónra. Uralma azonban már csak névleges volt: a velenceiek bábjaként uralkodott addig, amíg Sarolta – a II. Jakab által megbuktatott törvényes uralkodó – meg nem halt. Ezt követően a velenceieknek már nem volt szükségük rá és 1489. február 14-én lemondatták. Jogait a Velencei Köztársaságra ruházta: ezzel véget ért a Luignan-dinasztia uralma Cipruson és vele megszűnt a Ciprusi Királyság is. A sziget Velence közvetlen irányítása alá került.